# Stazione di Pieve Ligure
Stazione di Pieve Ligure vasútállomás Olaszországban, Pieve Ligure településen.

## Vasútvonalak
Az állomást az alábbi vasútvonalak érintik:
- Pisa–La Spezia–Genova-vasútvonal

## Kapcsolódó állomások
A vasútállomáshoz az alábbi állomások vannak a legközelebb:
- Pieve di Sori railway station
- Sori old railway stop